# Minimolen
Minimolen (Frans: Le Manège enchanté) was een van oorsprong Frans kindertelevisieprogramma dat van 5 juni 1967 tot 30 september 1967 zesmaal per week werd uitgezonden door de NTS. In 1975 heeft de NOS een tweede serie uitgezonden.
Van 1968 tot 1969 zond ook de Vlaamse BRT de reeks uit als deel van een blok met de titel 'Klein, Klein Kleutertje'.
De kleuterserie met afleveringen van 5 minuten werd begin jaren 60 bedacht door de Franse animator Serge Danot. Le Manège Enchanté speelde zich af in een magische tuin met in het midden een draaimolen. De Britse BBC kocht de serie aan en bedacht voor The Magic Roundabout nieuwe verhaaltjes bij de beelden. In Nederland werd de reeks bewerkt door Wim Meuldijk (bekend van Pipo de Clown).
In 2007 is er een 3D-remake van de serie gemaakt voor de Britse versie van Nickelodeon, maar deze is nooit in Nederland op TV uitgezonden. Mediawan Kids and Family werkt aan een tweede remake die origineel was gepland voor 2024, maar is uitgesteld.

## Personages
De hoofdfiguren waren:
- Opa Boterbloem
- Margootje
- Meneer Zebulijn (een mannetje op een springveer)
- Floris de hond (een soort cockerspaniël met haren tot de grond)
- Ermintrude de roze koe
- Gijs de slak
- Flappie het konijn.

Verteller was Donald de Marcas